# Aloadi

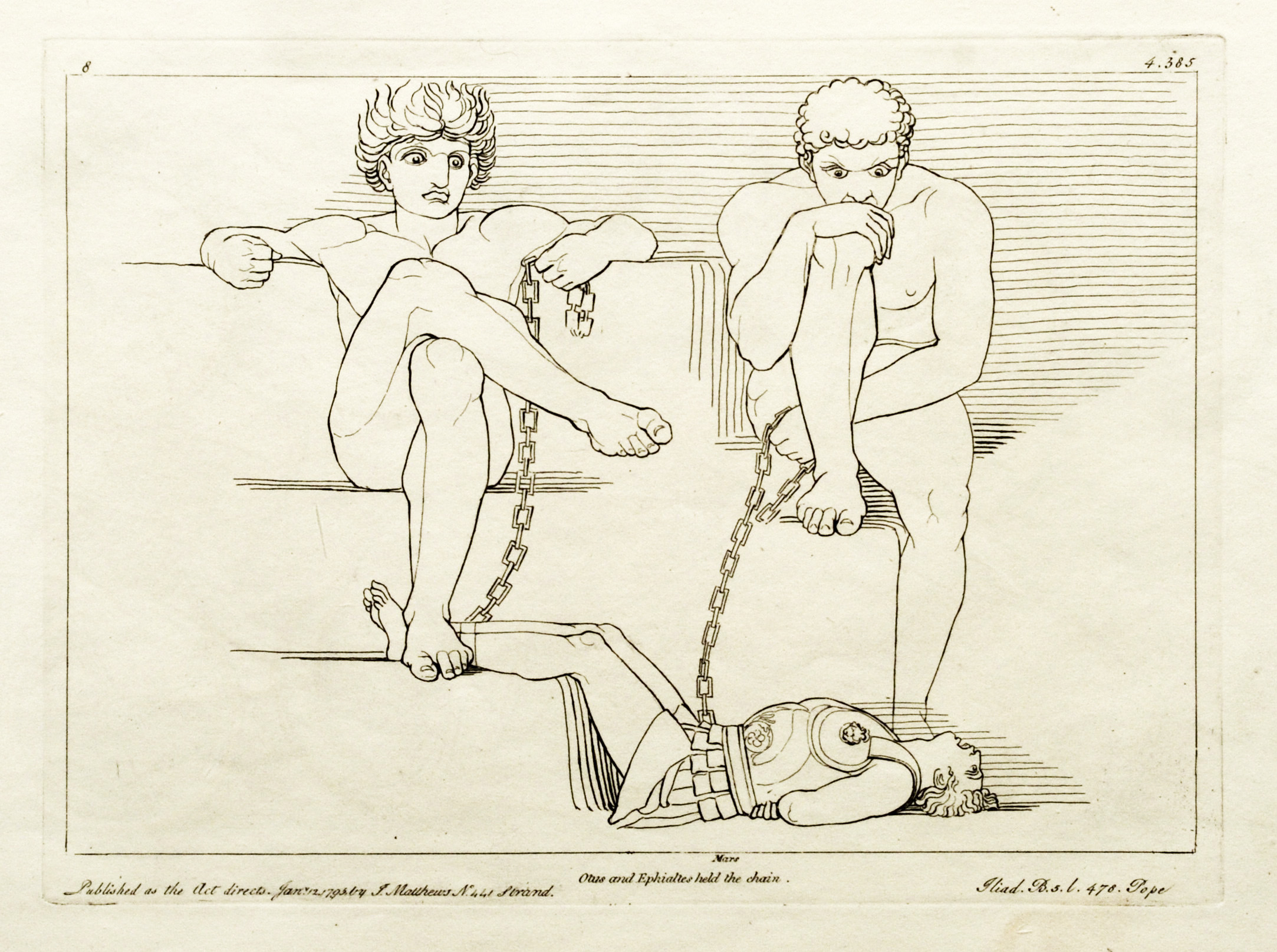
Oto ed Efialte sorvegliano Ares.

Gli Aloadi (in greco antico: Ἀλωάδαι?) sono due personaggi della mitologia greca, figli di Poseidone ed Ifimedia, poi adottati da Aloeo.

## Mitologia
Ifimedia, figlia di Triope, si era innamorata di Poseidone e come atto d'amore si recava in riva al mare per bagnarsi il grembo. Fu così che si congiunse a Poseidone e da questa unione nacquero due fratelli gemelli Oto ed Efialte, che presero il nome di Aloadi dopo l'adozione da parte del marito di Ifimedia (Aloeo).
Data la discendenza divina, non crebbero come bambini normali ma di un cubito in larghezza e di uno stadio in altezza ogni anno.
Dopo la morte della madre, quando ebbero raggiunto i nove anni di vita ed erano larghi circa quattro metri ed alti circa diciassette, decisero di assaltare l'Olimpo. Così Oto giurò sul fiume Stige che avrebbe posseduto Artemide ed Efialte che avrebbe fatto lo stesso con Era. Catturarono il dio Ares in Tracia e lo rinchiusero in una giara di bronzo che nascosero nella casa della madre adottiva Eribea. Sovrapposero il Monte Ossa ed il Monte Pelio per minacciare di farli cadere nel mare e prosciugarlo. 
Artemide si offrì di accettare Oto sull'isola di Nasso, ma Era non disse di fare lo stesso per Efialte e, poiché non furono soddisfatti entrambi, tra i due scoppiò una lite furibonda.
Ai due giganti era stato predetto che nessun dio o mortale poteva ucciderli, così Artemide, che voleva salvare Ares e l'Olimpo, si trasformò in cerbiatto e incominciò a correre tra loro per infastidirli. Oto ed Efialte, cercando di colpire il cerbiatto con le lance, si uccisero a vicenda.
Ares fu liberato da Ermes tredici mesi dopo, quando riuscì a costringere Eribea ad appropriarsi del vaso di bronzo.
Le anime dei due giganti discesero nel Tartaro per essere legate a una colonna da un insieme di vipere vive, sedendo eternamente schiena contro schiena. 
La ninfa Stige rimase seduta sulla sommità della colonna e da allora ride per il loro giuramento non mantenuto.

### Fonti
- Omero, Odissea XI 305-320 – Iliade V 385-390
- Pseudo-Apollodoro, Libro I - 7, 4
- Pausania, Perigesi della Grecia, Libro II 3 8
- Pindaro, Pitica IV 88-92
- Igino, Fabulae 28

### Moderna
- Robert Graves, I miti greci, Milano, Longanesi, ISBN 88-304-0923-5.
- Angela Cerinotti, Miti greci e di roma antica, Prato, Giunti, 2005, ISBN 88-09-04194-1.
- Anna Ferrari, Dizionario di mitologia, Litopres, UTET, 2006, ISBN 88-02-07481-X.
- Anna Maria Carassiti, Dizionario di mitologia classica, Roma, Newton, 2005, ISBN 88-8289-539-4.